# Monsieur Ripley
Pour les articles homonymes, voir Ripley.
Monsieur Ripley (titre original : The Talented Mr. Ripley) est un roman policier de la romancière américaine Patricia Highsmith, publié en 1955.
Il s'agit d'un thriller psychologique et le premier d'une série de cinq romans que Patricia Highsmith a consacrée au personnage de Tom Ripley.
L'œuvre, qui paraît en France l’année suivante, y est également connue sous les titres Plein Soleil et Le Talentueux Mr Ripley, qui reprennent les intitulés de ses deux adaptations cinématographiques.

## Résumé
Jeune homme cultivé, mais impécunieux, Tom Ripley vit misérablement à New York de divers expédients : petites escroqueries et fraudes sans envergure. Un jour, le riche Herbert Greenleaf l'approche et le charge de se rendre en Italie et de ramener son fils Dickie à la raison, afin que ce dernier rentre aux États-Unis s’occuper des entreprises familiales.  Tom a déjà croisé Dickie par le passé, mais il se souvient à peine de lui, ce qu’il évite de révéler à M. Greenleaf.
En Italie, Ripley rencontre Dickie et sa petite amie, Marge Sherwood qui vivent une vie de riches oisifs. Marge, assez hostile à Ripley, ne manque pas d’insinuer en son absence qu’il est homosexuel. Dickie est d’autant plus troublé par cette insinuation que, peu après, il découvre Tom dans sa propre chambre, avec ses vêtements, en train de l’imiter.  Dickie cherche donc à prendre ses distances, mais Tom n'a pas l'intention d'abandonner le train de vie que lui permet la fréquentation de son récent ami. Dickie, souhaitant couper les ponts, accepte comme une dernière faveur de faire un bref voyage avec Tom à Sanremo.  C’est là que ce dernier l’assassine au cours d'une promenade en mer et qu'il endosse l’identité de sa victime.
Ripley communique par lettres avec Marge pour mettre un terme à la relation amoureuse. Il doit aussi donner le change auprès des autres amis de Dickie et faire croire que ce dernier est encore vivant jusqu’à ce que soit validé un testament que Ripley a lui-même falsifié et par lequel il veut s’assurer un petit héritage quand la mort de Dickie sera officielle.

## Prix et honneurs
Monsieur Ripley décroche à sa parution une nomination pour le meilleur roman policier 1956 aux prix Edgar-Allan-Poe de l'association des Mystery Writers of America.
En France, Monsieur Ripley remporte le grand prix de littérature policière du meilleur roman étranger 1957.
Monsieur Ripley occupe la 45e place au classement des cent meilleurs romans policiers de tous les temps établie par la Crime Writers' Association en 1990. 
Monsieur Ripley se retrouve aussi à la 71e place du classement américain des cent meilleurs livres policiers établi en 1995 par l'association des Mystery Writers of America.

## Adaptations
- 1960 : Plein Soleil, film français de René Clément, avec Alain Delon, Maurice Ronet et Marie Laforêt
- 1999 : Le Talentueux Mr Ripley, film américain d'Anthony Minghella, avec Matt Damon, Jude Law et Gwyneth Paltrow
- 2024 : Ripley, série américaine de Steven Zaillian, avec Andrew Scott, Johnny Flynn et Dakota Fanning